# Goussainville (Goussainville)
Goussainville ([ɡusɛ̃ˈvil] ⓘ) ist ein Ort und ehemalige Gemeinde mit 964 Einwohnern (Stand: 1. Januar 2017) im französischen Département Eure-et-Loir in der Region Centre-Val de Loire. Sie gehörte zum Arrondissement Dreux. Die Bewohner werden Goussainvillois und Goussainvilloises genannt.
Der Erlass des Präfekten vom 7. November 2014 legte mit Wirkung zum 1. Januar 2015 die Eingliederung von Goussainville ohne Status einer Commune déléguée zusammen mit der früheren Gemeinde Champagne zur gleichnamigen Commune nouvelle Goussainville fest.

## Geografie

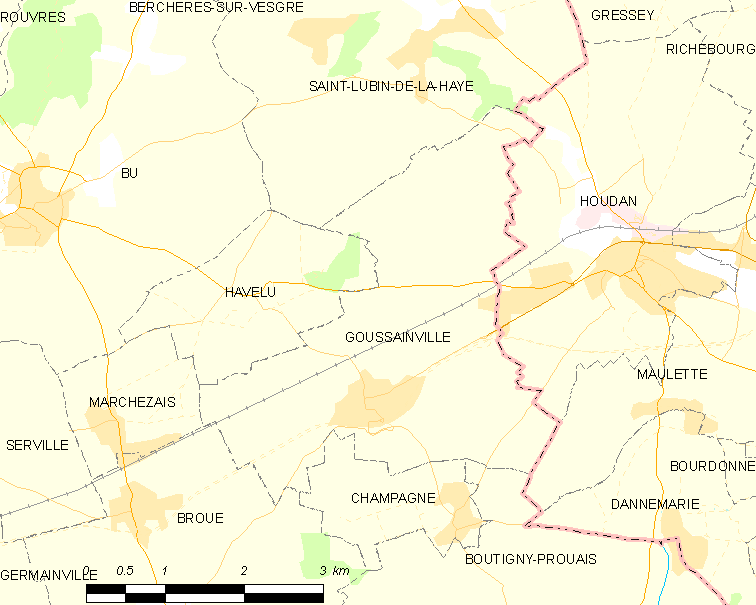
Karte von Goussainville

Goussainville liegt etwa 14 Kilometer ostnordöstlich von Dreux, etwa 37 Kilometer nordnordöstlich von Chartres und etwa 42 Kilometer westlich von Versailles an der Grenze zum benachbarten Département Yvelines und der Region Île-de-France. Der Ort befindet sich in der Région naturelle des Drouais.
Das Ortsgebiet liegt im Einzugsgebiet der Seine und wird von der Vesgre entwässert, einem Nebenfluss der Eure, der es auf einem kurzen Abschnitt im äußersten Norden begrenzt. Ansonsten führen nur wenige, zeitweise trockenfallende Fließgewässer durch das Ortsareal in die Vesgre. Das Bodenrelief ist flach mit Höhen um etwa 120 m bis auf das Tal der Vesgre, an der mit 87 m die tiefste Stelle gemessen wird.
Umgeben wird Goussainville von den sieben Nachbargemeinden und dem Ortsteil Champagne der Commune nouvelle:
| Havelu     | Saint-Lubin-de-la-Haye                      |                                      |
| Marchezais | Kompassrose, die auf Nachbargemeinden zeigt | Houdan (Yvelines)                    |
| Broué      | Champagne (Ortsteil)                        | Maulette (Yvelines) Boutigny-Prouais |

## Geschichte
Zu den mutigsten gallischen Völkern, die dem Eroberungszug Caesars ein halbes Jahrhundert vor Jesus Christus Widerstand leisteten, gehörten die Karnuten, die zwischen Chartres (Autricum) und Dreux (Durocassium) lebten. Um die Region zu befrieden, ließ Caesar eine Straße in Richtung Rouen bauen, die die Vesgre auf dem heutigen Ortsgebiet bei Gué de Maimbré überquerte und weiter entlang der nördlichen Grenze in Richtung Bû führte. Römische Landgüter wurden errichtet, wie diverse Funde bezeugen.
In den Jahren 57–56 v. Chr. verschlechterten sich die Beziehungen zwischen den Römern und den Karnuten und Caesar installierte seine Legionen in befestigten Lagern, eines davon am Lieu-dit la Vallée Rose beim heutigen Dorf Oval.
Mit dem Untergang des Römischen Reiches versank Gallien im Hochmittelalter und der Ort taucht erst 1045 wieder auf, mit der Erwähnung im Kopialbuch des Domkapitels von Notre-Dame de Paris. Weitere Formen des Ortsnamens erschienen in den Formen Goussainvilla (1183), Gonsavilla (gegen 1250) und Saint-Aignan de Goussainville (1736).
Der Ursprung des Ortsnamens geht zurück auf die Bezeichnung des Landguts (Villa) der Gunsa, eines Namens einer germanischen Frau. Zu erklären ist dies mit der Tatsache, dass die germanischen Einwanderer des 3. und 4. Jahrhunderts einige gallorömische, im wirtschaftlichen Niedergang befindliche Landgüter erwarben und ihnen neues Leben verliehen. Die Bevölkerung versammelte sich in der Folge um Gunsas Landgut, das der Siedlung ihren Namen verlieh.
Goussainville war damals ein wohlhabendes Dorf, das von Ackerbau und Viehzucht lebte. Zu einem unbekannten Zeitpunkt zwischen dem 10. und 13. Jahrhundert wurde eine Festung in Orval erbaut, umgeben von Türmen und Mauern. Um 1450, am Ende des Hundertjährigen Krieges, verwandelte Jean de Richebourg d’Orval die Festung in ein elegantes Herrenhaus im gotischen Stil mit einem achteckigen Turm, eine große stattliche Halle von fast 70 m² mit behauenen Kaminen, Fresken und geschnitzten Sprossenfenstern. Es gab eine
Mauer, Türme an jeder Ecke, zwei befestigte Tore und ein großer Taubenschlag, Symbol herrschaftlicher Macht.
Im Jahr 1524 wurde das Lehen von den Seigneurs von Orval, den Richebourgs, an die die Familie Cockburn, Nachkommen des Hauptmanns der schottischen Garde König Karls VII., verkauft, die ihren Namen in Coqueborne oder Coquebourne französisierte.

## Bevölkerungsentwicklung
| Goussainville: Einwohnerzahlen von 1793 bis 2017                                                                           | Goussainville: Einwohnerzahlen von 1793 bis 2017 | Goussainville: Einwohnerzahlen von 1793 bis 2017 | Goussainville: Einwohnerzahlen von 1793 bis 2017 | Goussainville: Einwohnerzahlen von 1793 bis 2017 |
| --- | ------------------------------------------------ | ------------------------------------------------ | ------------------------------------------------ | ------------------------------------------------ |
| Jahr |                                                  |                                                  |                                                  | Einwohner                                        |
| 1793 | 1793                                             |                                                  | 522                                              | 522                                              |
| 1800 | 1800                                             |                                                  | 480                                              | 480                                              |
| 1806 | 1806                                             |                                                  | 497                                              | 497                                              |
| 1821 | 1821                                             |                                                  | 508                                              | 508                                              |
| 1831 | 1831                                             |                                                  | 573                                              | 573                                              |
| 1836 | 1836                                             |                                                  | 557                                              | 557                                              |
| 1841 | 1841                                             |                                                  | 585                                              | 585                                              |
| 1846 | 1846                                             |                                                  | 605                                              | 605                                              |
| 1851 | 1851                                             |                                                  | 614                                              | 614                                              |
| 1856 | 1856                                             |                                                  | 608                                              | 608                                              |
| 1861 | 1861                                             |                                                  | 602                                              | 602                                              |
| 1866 | 1866                                             |                                                  | 612                                              | 612                                              |
| 1872 | 1872                                             |                                                  | 597                                              | 597                                              |
| 1876 | 1876                                             |                                                  | 599                                              | 599                                              |
| 1881 | 1881                                             |                                                  | 559                                              | 559                                              |
| 1886 | 1886                                             |                                                  | 538                                              | 538                                              |
| 1891 | 1891                                             |                                                  | 563                                              | 563                                              |
| 1896 | 1896                                             |                                                  | 524                                              | 524                                              |
| 1901 | 1901                                             |                                                  | 515                                              | 515                                              |
| 1906 | 1906                                             |                                                  | 511                                              | 511                                              |
| 1911 | 1911                                             |                                                  | 479                                              | 479                                              |
| 1921 | 1921                                             |                                                  | 428                                              | 428                                              |
| 1926 | 1926                                             |                                                  | 450                                              | 450                                              |
| 1931 | 1931                                             |                                                  | 454                                              | 454                                              |
| 1936 | 1936                                             |                                                  | 404                                              | 404                                              |
| 1946 | 1946                                             |                                                  | 377                                              | 377                                              |
| 1954 | 1954                                             |                                                  | 408                                              | 408                                              |
| 1962 | 1962                                             |                                                  | 371                                              | 371                                              |
| 1968 | 1968                                             |                                                  | 384                                              | 384                                              |
| 1975 | 1975                                             |                                                  | 406                                              | 406                                              |
| 1982 | 1982                                             |                                                  | 505                                              | 505                                              |
| 1990 | 1990                                             |                                                  | 699                                              | 699                                              |
| 1999 | 1999                                             |                                                  | 734                                              | 734                                              |
| 2006 | 2006                                             |                                                  | 807                                              | 807                                              |
| 2013 | 2013                                             |                                                  | 979                                              | 979                                              |
| 2017 | 2017                                             |                                                  | 964                                              | 964                                              |
| Quelle(n): EHESS/Cassini bis 1999, INSEE ab 2006 Anmerkung(en): Ab 1962 offizielle Zahlen ohne Einwohner mit Zweitwohnsitz |                                                  |                                                  |                                                  |                                                  |

## Sehenswürdigkeiten
- Romanische Kirche Saint-Aignan aus dem frühen 14. Jahrhundert
- Schloss Orval aus dem 15. Jahrhundert